# Перещепине
Переще́пине — місто Самарівського району Дніпропетровської області, центр Перещепинської міської громади. Розташоване на лівому березі річки Оріль та у пригирловій частині річки Широка Кільченька. 

## Географія
Місто Перещепине знаходиться на лівому березі річки Оріль (або на правому березі каналу Дніпро — Донбас), нижче за течією на відстані 1 км розташовані село Козирщина і селище Вишневе, на протилежному березі — села Старе Пекельне (Берестинський район) та Зіньківщина (Берестинський район). Річка в цьому місці звивиста, утворює лимани, стариці і заболочені озера. Через місто проходять автомобільні дороги М18, E105 і Т 0412. Поруч проходить залізниця, станція Перещепине за 2 км.

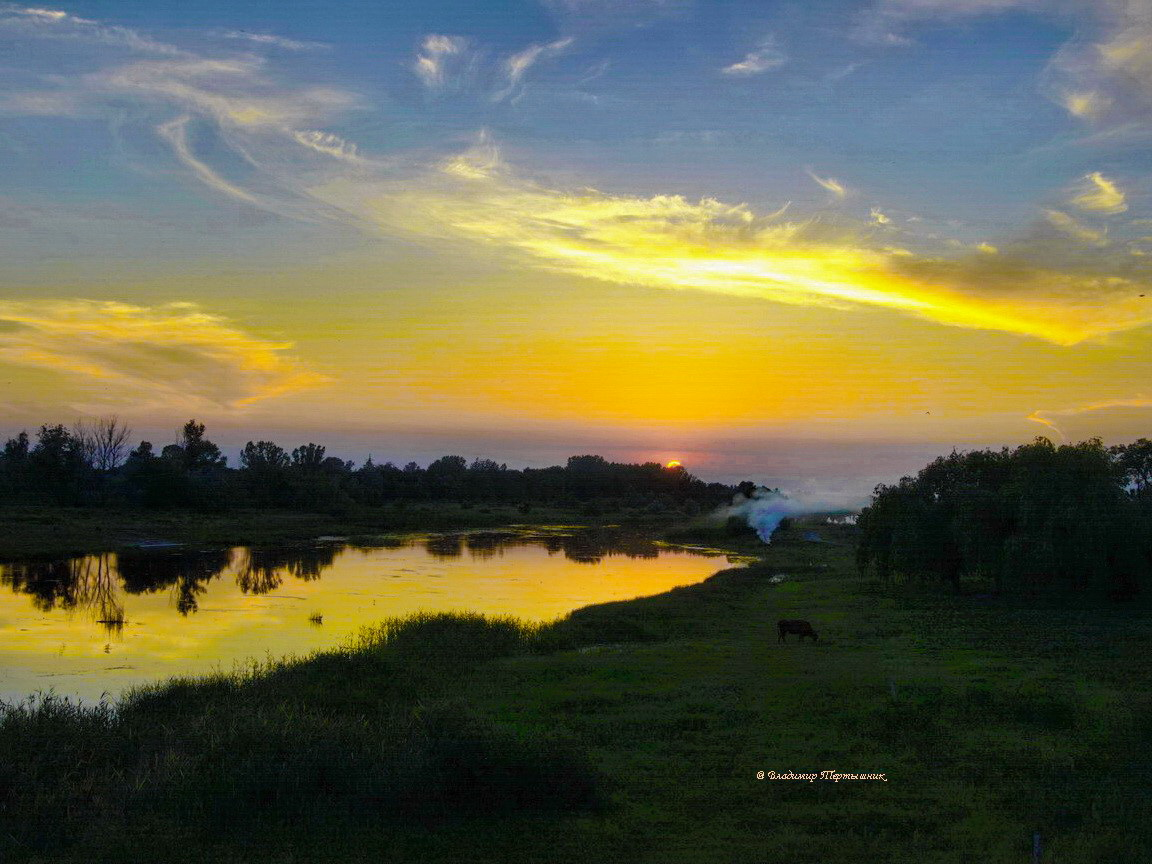
Літній вечір в Перещепіне на Орілі

## Походження назви
За розповіддю колишнього козака М. Л. Коржа, назва походить від того, що це урочище нібито «перещеплювало», тобто відокремлювало Гетьманщину від Запоріжжя. За другим переказом, назва постала через те, що в давнину кримські татари й царські війська тут переймали, або, як тоді говорили, «перечіпляли» втікачів. Найімовірніше назва походить від прізвища Перещепа. Очевидно, це був козак, який перший оселився тут.

## Історія

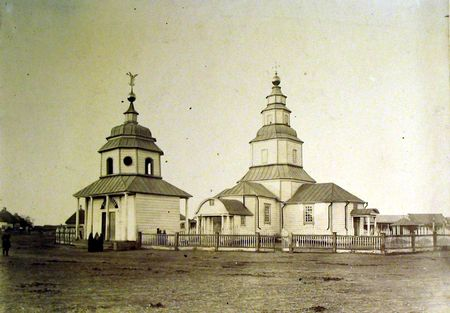
Церква (до 1914 року)

Перша письмова згадка про Перещепине відноситься до 1764 року. Воно входило тоді до складу Орельської паланки Нової Січі. Згідно «усного оповідання колишнього запорожця … М. Л. Коржа» Перещепине названо в числі 17 найдавніших на Катеринославщині козацьких поселень.
У 1768 році війська кримського хана, прорвавшись на лівобережжя Дніпра, зробили набіги на козацькі поселення вздовж річок Оріль і Самара, у тому числі і на Перещепине. Протягом 1769–1771 рр. татари спалили в Перещепиному 25 дворів, забрали в рабство 16 осіб, відвели 1030 голів рогатої худоби, 5050 овець, 20 коней. Зруйноване селище спорожніло.
Після успішного закінчення російсько-турецької війни 1768—1774 рр. Перещепине знову стало відбудовуватися і заселятися. 1776 року воно увійшло до Личаківського повіту Азовської губернії (з 1778 року — Катеринославський повіт тієї ж губернії, з 1784 року — до Новомосковського повіту Катеринославського намісництва, з 1797 року — Новоросійської, з 1802 року — Катеринославської губернії). В цей час Перещепине було селом казенного відомства.
За відомостями 5-ї ревізії 1794—1808 рр., у Перещепиному налічувалося 280 дворів, на 1305 чоловік населення припадало 6935 десятин орної землі. Швидкому розвиткові села сприяло розташування його на тракті, що пролягав від Полтавщини через Перещепине на Новомосковськ (нині Самар) до Катеринослава (нині Дніпро) і був продовженням Московського тракту до Херсона й Криму. У 18-му сторіччі поселення на місці Перещепиного перебувало у Протовчанській паланці і згодом в Орільській паланці Запоріжжя. Нинішнє поселення було східною околицею козацьких паланкових центрів у Личковому і Козирщині.

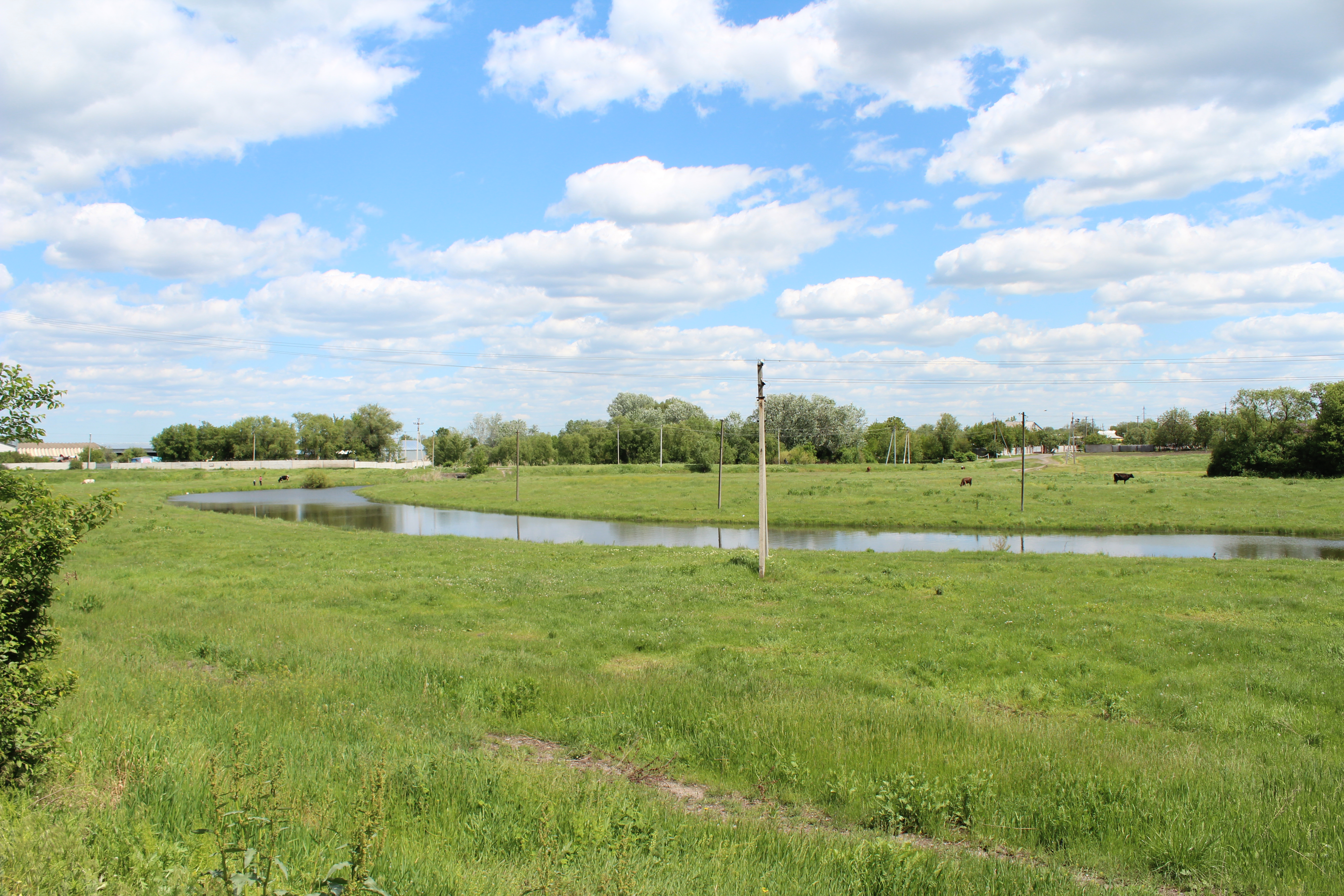
Річка Широка Кільченька

Вигідне географічне розташування села на річці Оріль і дорогах, що ведуть з Лівобережної України до Криму, Бердянська, Маріуполя, в Одесу. У 1806 році Перещепине стало волосним центром. Щороку тут збиралися три-чотири ярмарки, на які з'їжджалися купці з багатьох міст. Місцеве населення продавало хліб, сіно, худобу, а приїжджі купці — шовк, сукно, галантерейні товари. Торговий оборот ярмарків сягав 25-40 тис. карбованців.
Столипінська аграрна реформа прискорила розвиток села. Тут стали засновуватися промислові підприємства. У січні 1914-го тут діяли цегельний завод, 2 парові млини, 2 олійниці, 2 склади сільськогосподарських знарядь і матеріалів. Напередодні першої світової війни в селі проживало 7,7 тис. чоловік.
У 1885 році земство на свої кошти заснувало в Перещепиному приймальний покій (медичний пункт), доглядачкою якого з 1888 офіційно стала княгиня Наталя Черкаська. Але вона й до того матеріально опікувалася покоєм.
Про Перещепинську школу згадується вперше в документах, що відносяться до 1823 року. У ній було 20 учнів. В 1887 році почало діяти однокласне сільське народне училище на 80—90 місць.
1938 року Перещепине отримало статус селища міського типу. Радянські війська полишили Перещепине 30 вересня 1941 року. Після вигнання гітлерівців восени 1943 року селище лежало в руїнах. Були розгромлені колгоспи, зруйновано 826 житлових будинків, чотири школи, лікарня тощо. До 1963 року Перещепине було районним центром Перещепинського району.
Приблизна чисельність населення на 1989 рік — 12600 осіб.
2000 року надано статус міста.

## Населення

### Національний склад
Розподіл населення за національністю за даними перепису 2001 року:
| Національність  | Відсоток |
| --------------- | -------- |
| українці        | 86,92%   |
| росіяни         | 10,98%   |
| білоруси        | 0,77%    |
| вірмени         | 0,27%    |
| інші/не вказали | 1,06%    |

### Мова
Розподіл населення за рідною мовою за даними перепису 2001 року:
| Мова            | Кількість | Відсоток |
| --------------- | --------- | -------- |
| українська      | 8728      | 85.99%   |
| російська       | 1347      | 13.27%   |
| білоруська      | 31        | 0.30%    |
| вірменська      | 20        | 0.20%    |
| румунська       | 4         | 0.04%    |
| циганська       | 1         | 0.01%    |
| єврейська       | 1         | 0.01%    |
| німецька        | 1         | 0.01%    |
| болгарська      | 1         | 0.01%    |
| інші/не вказали | 16        | 0.16%    |
| Усього          | 10150     | 100%     |

## Економіка
- Перещепинський дослідно-експериментальний завод насосно-силового обладнання.
- ЗАТ «Перещепинський комбінат „Промбудматеріали“».
- Перещепинський нафтогазовий промисел.
- Перещепинська нафтоперекачувальна станція.

## Об'єкти соціальної сфери
- Школа.
- Перещепинський професійний ліцей.
- Школа мистецтв.
- Дитячі садочки.
- Лікарня.

## Галерея

Міська архітектура
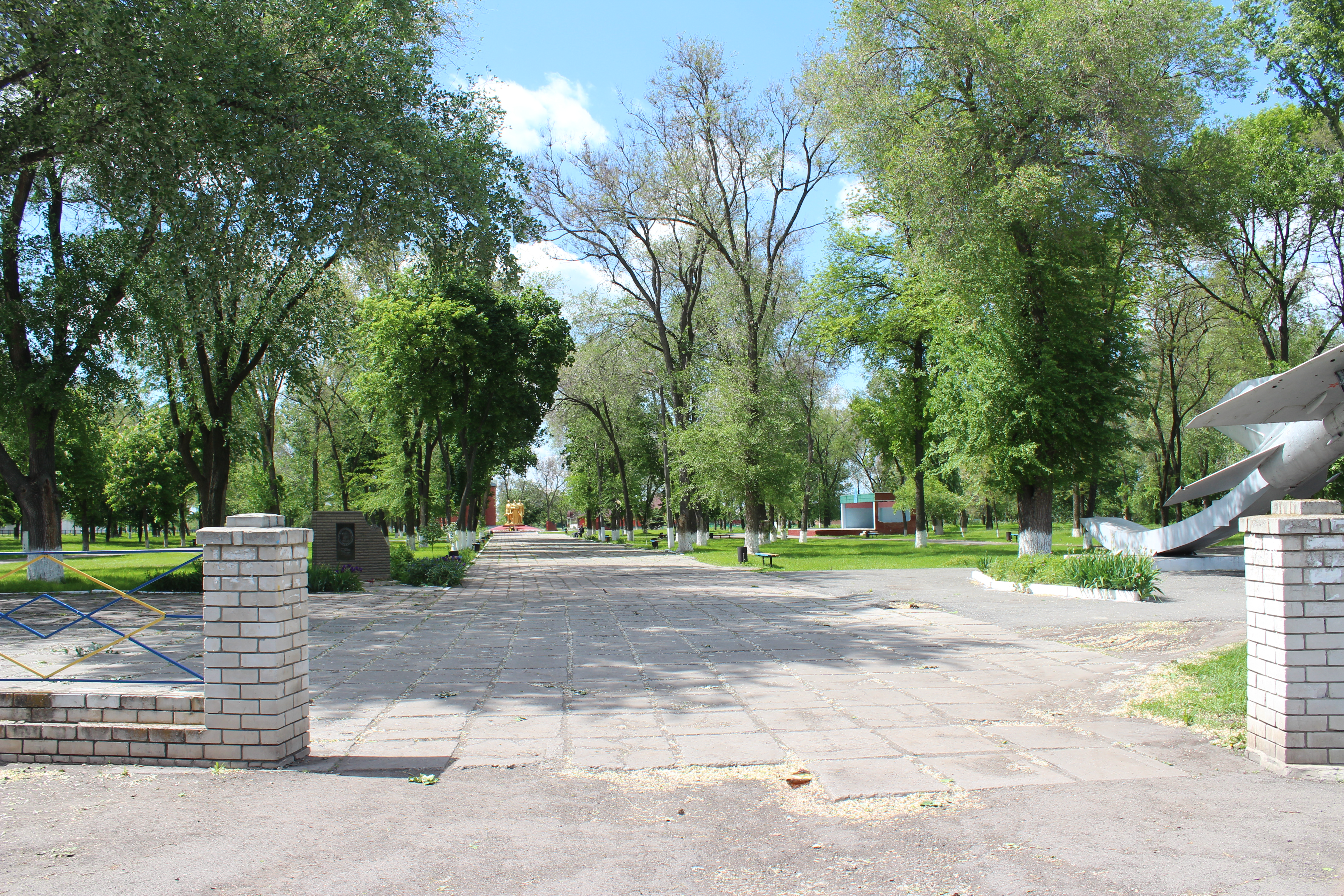
Головний вхід до парку Шевченка
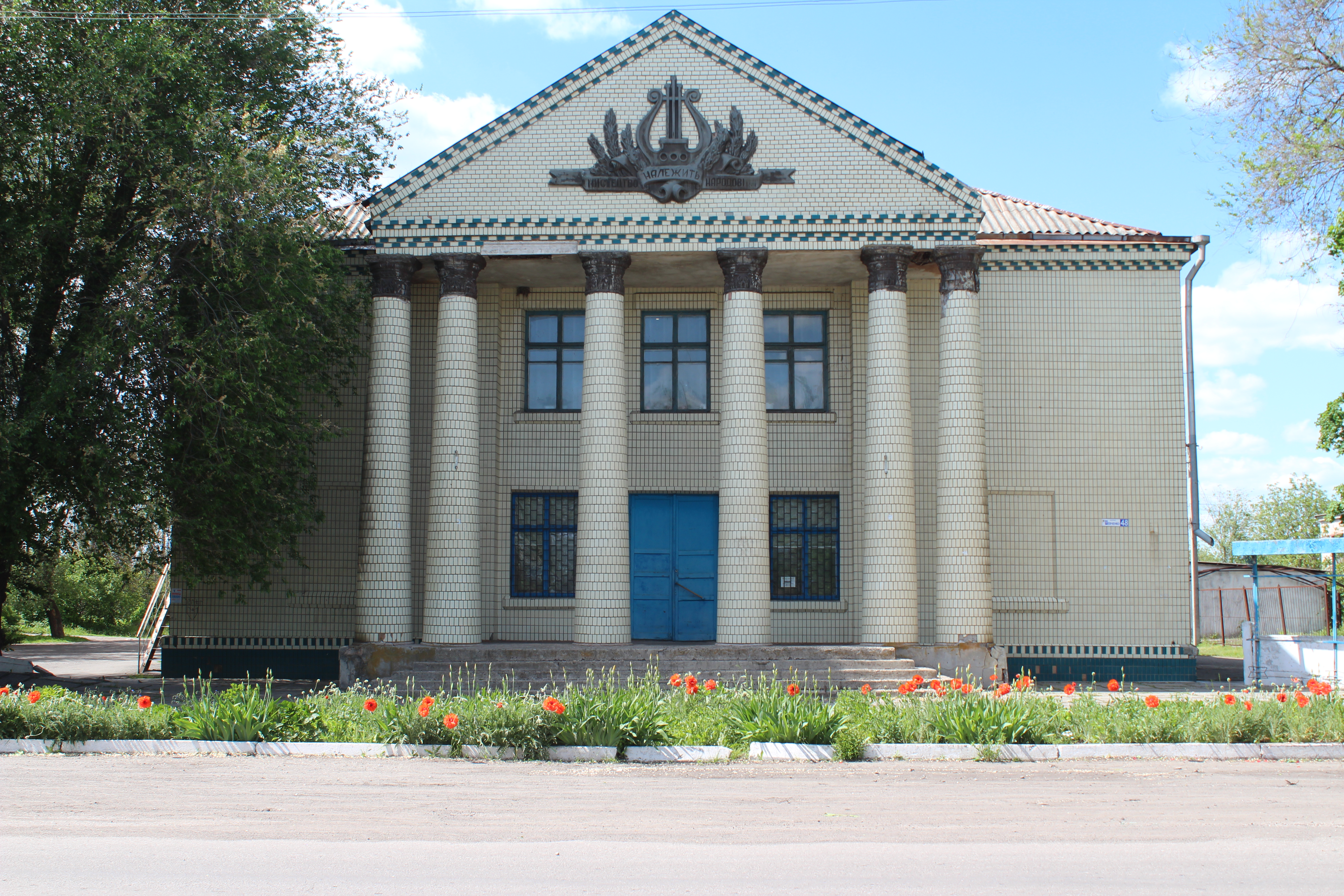
Культурно-дозвільний центр
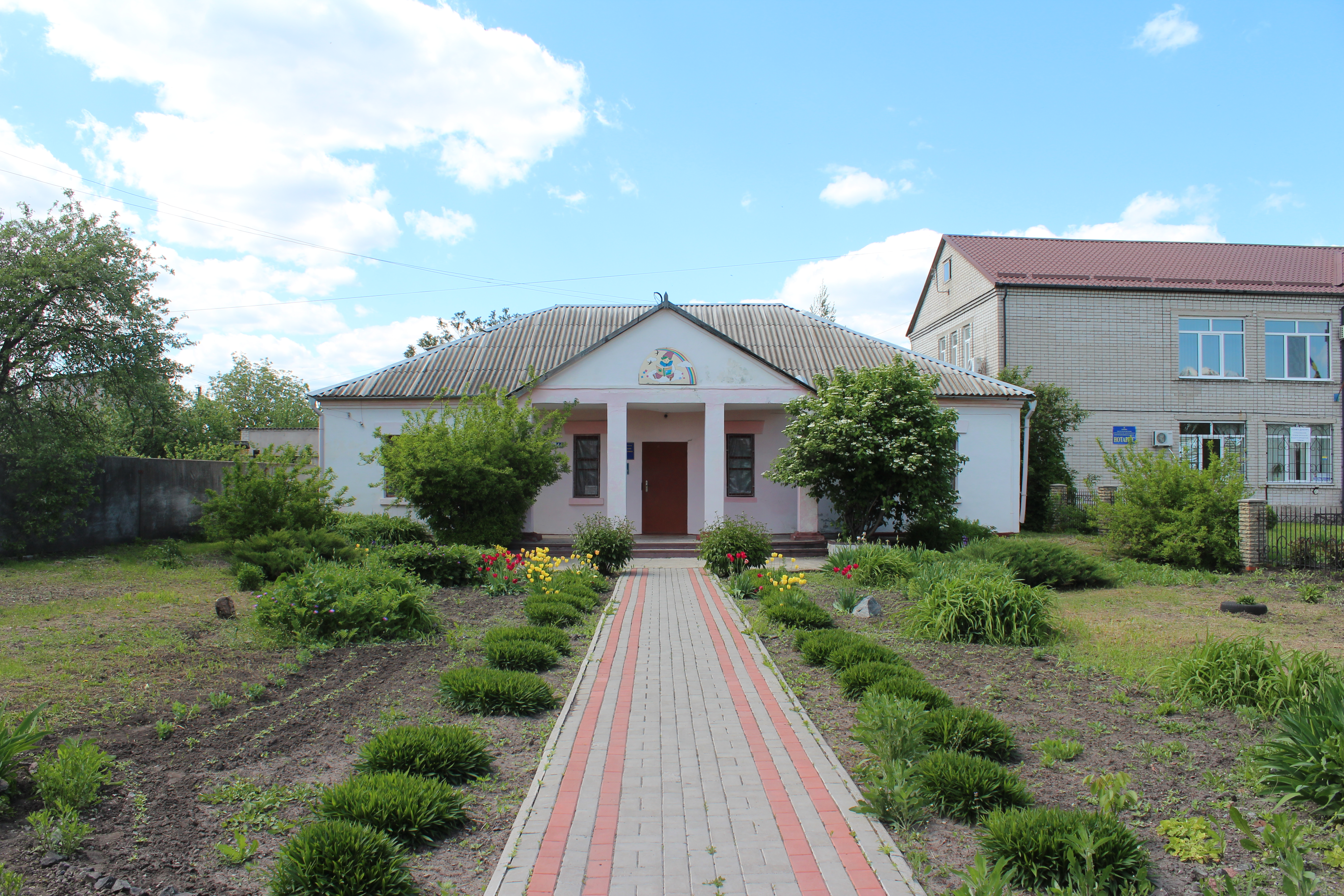
Бібліотека для дітей
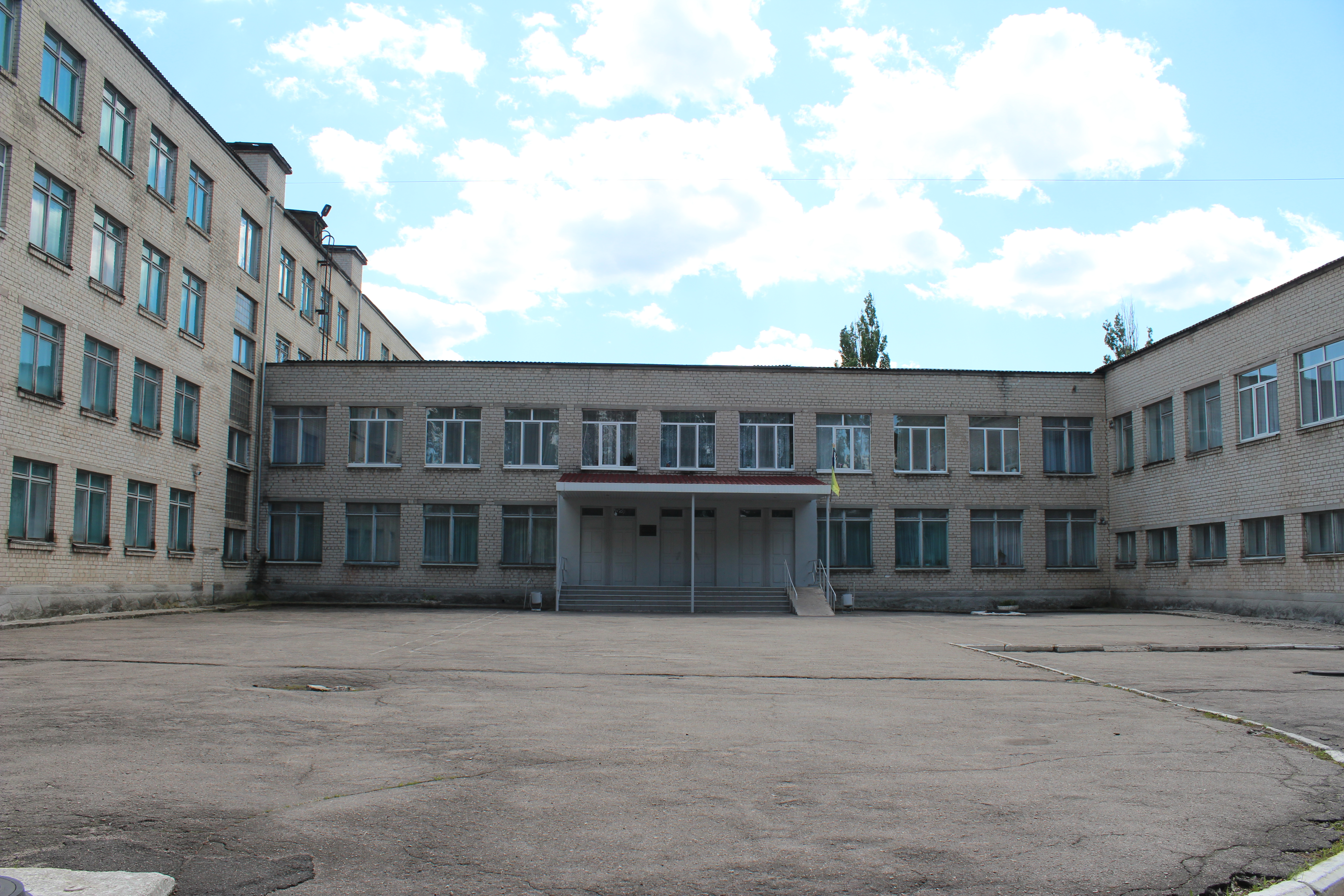
Школа
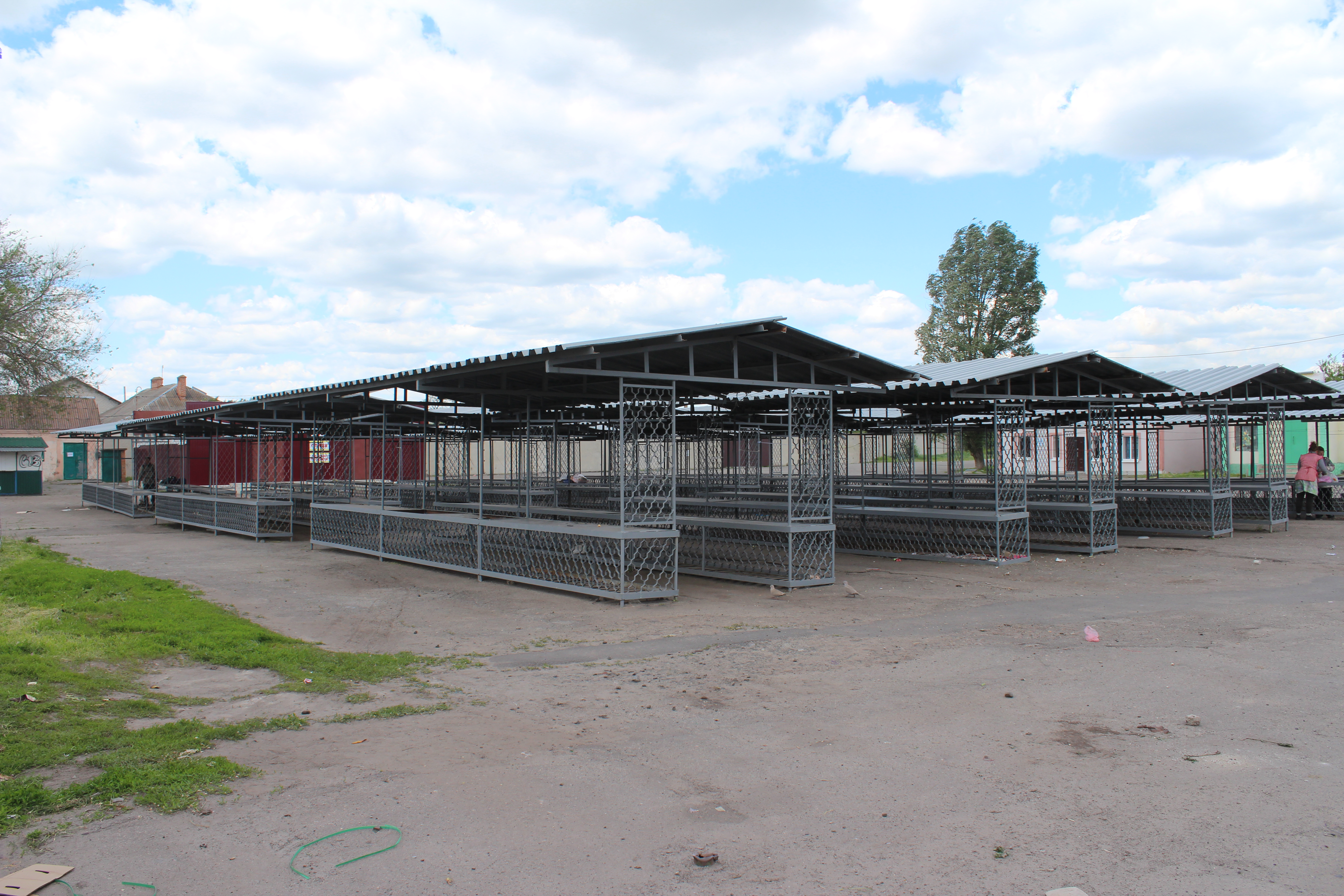
Ринок
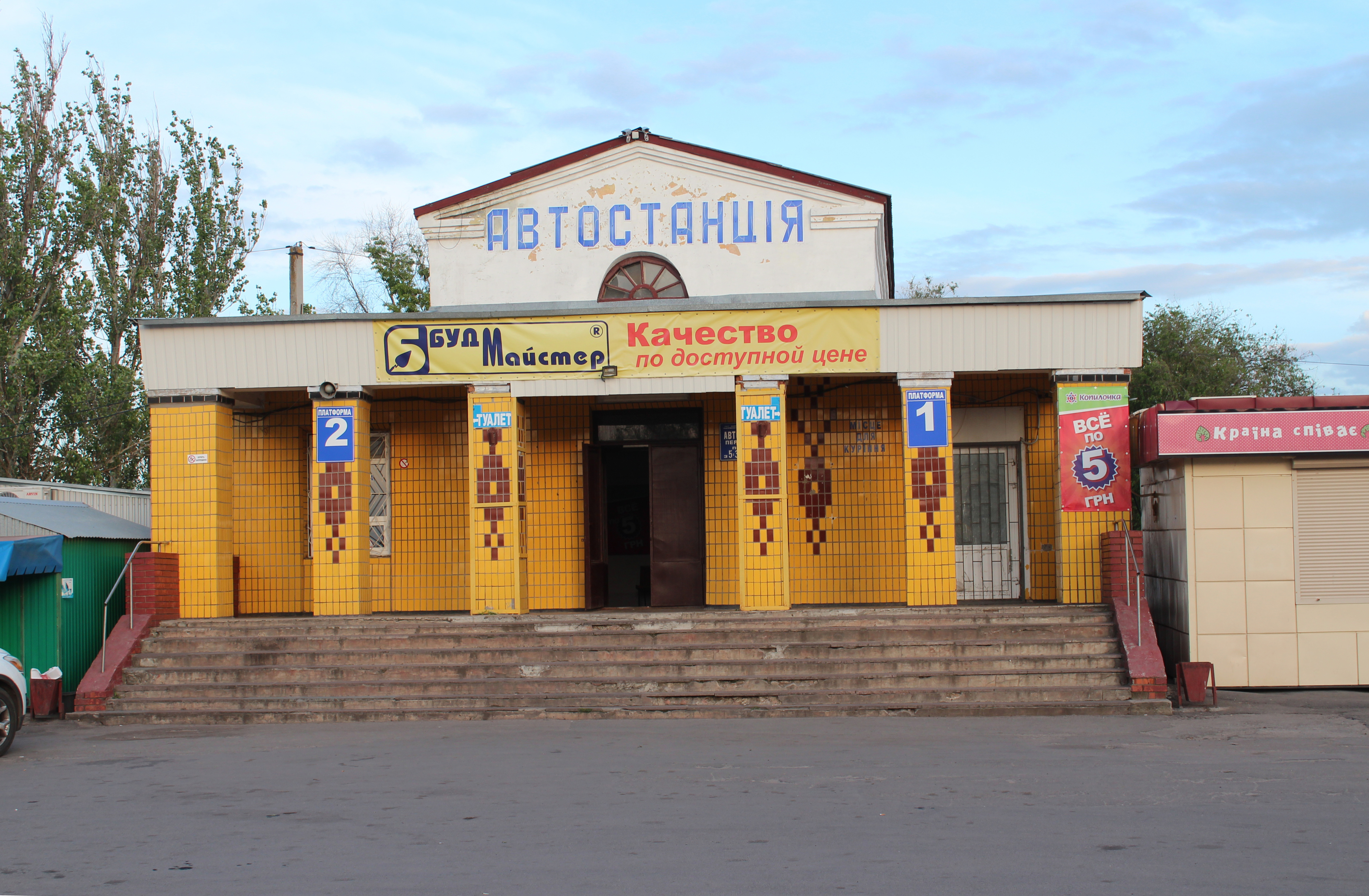
Автостанція
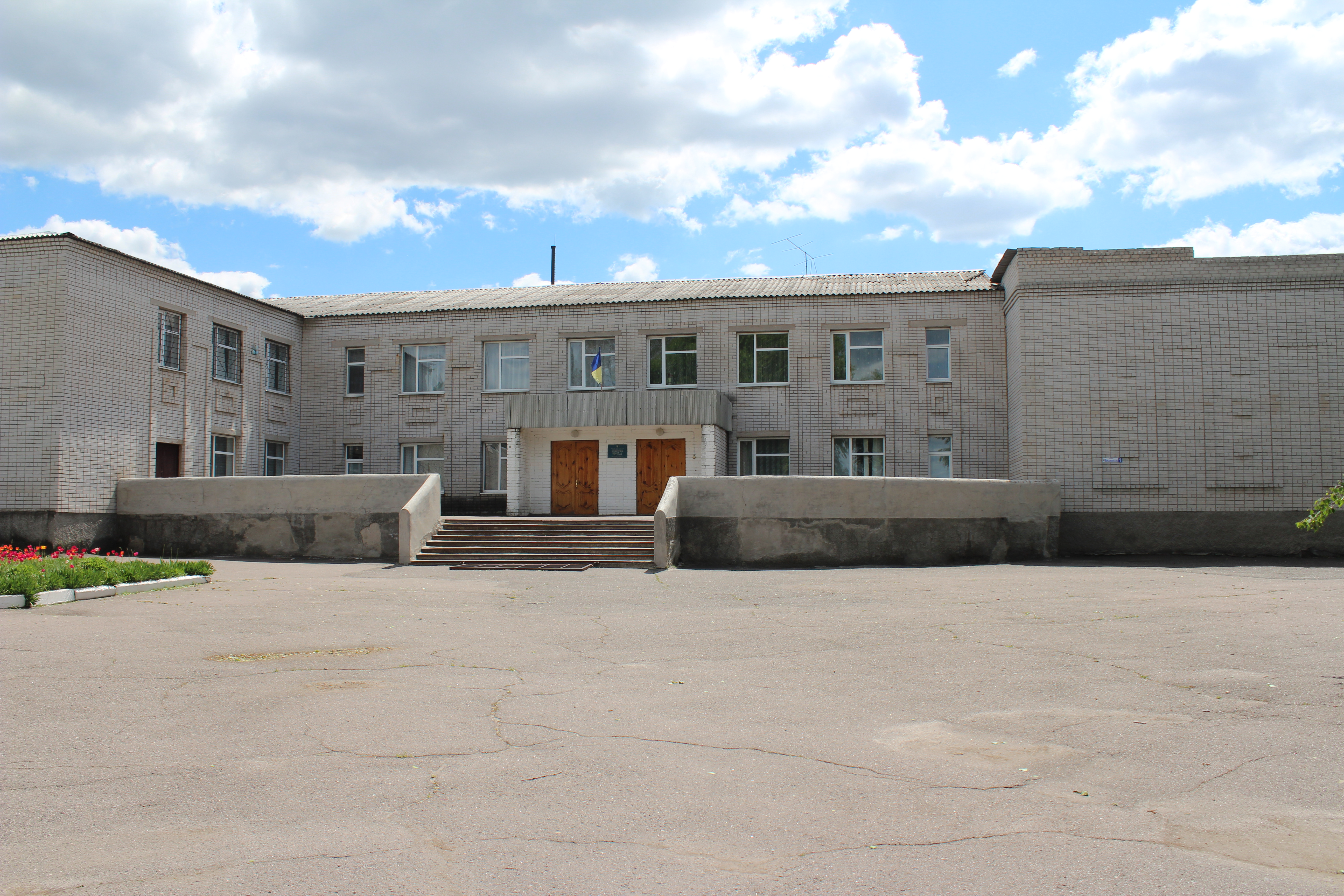
Загальноосвітня школа №2
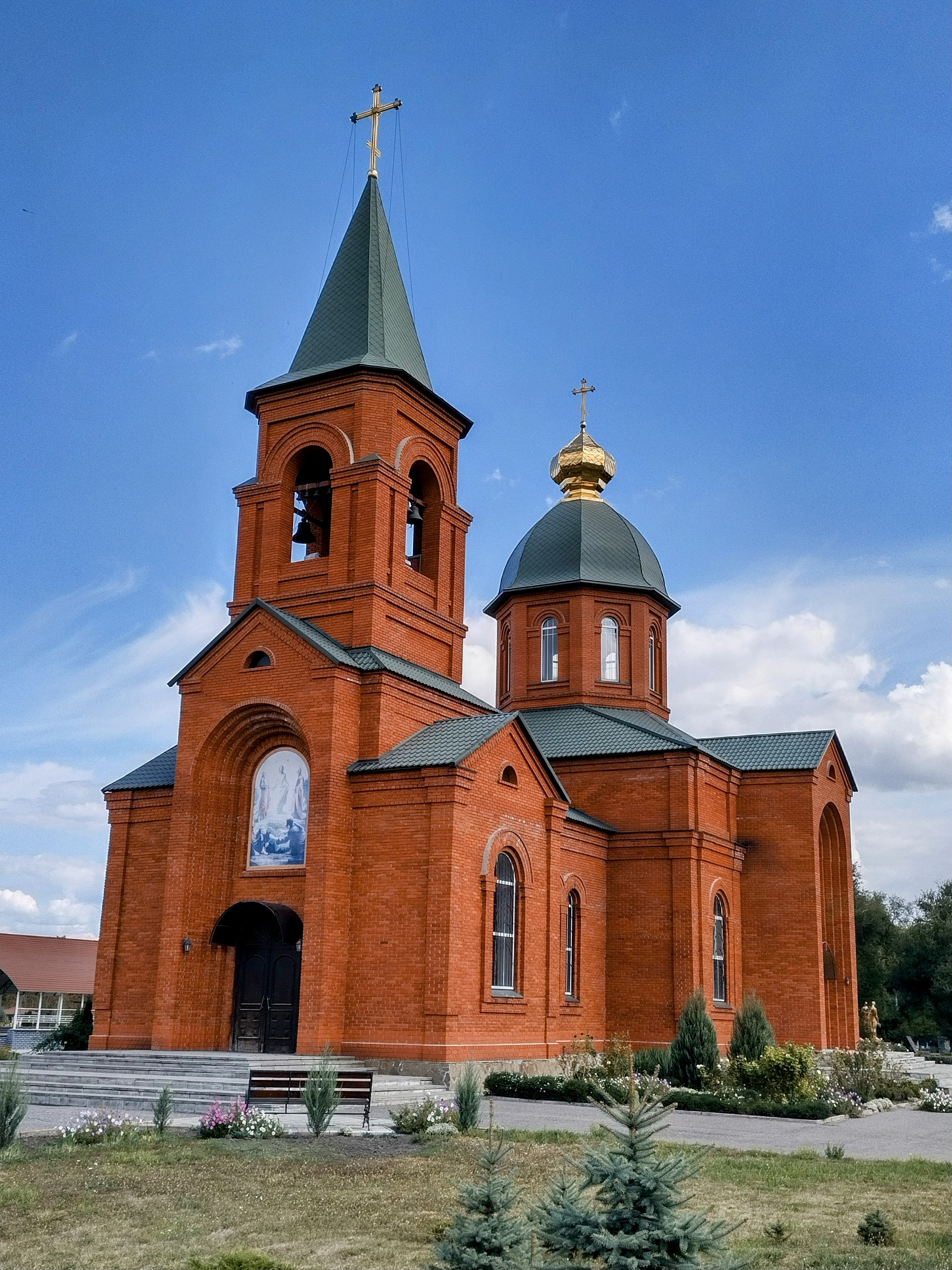
Спасо-Преображенський храм
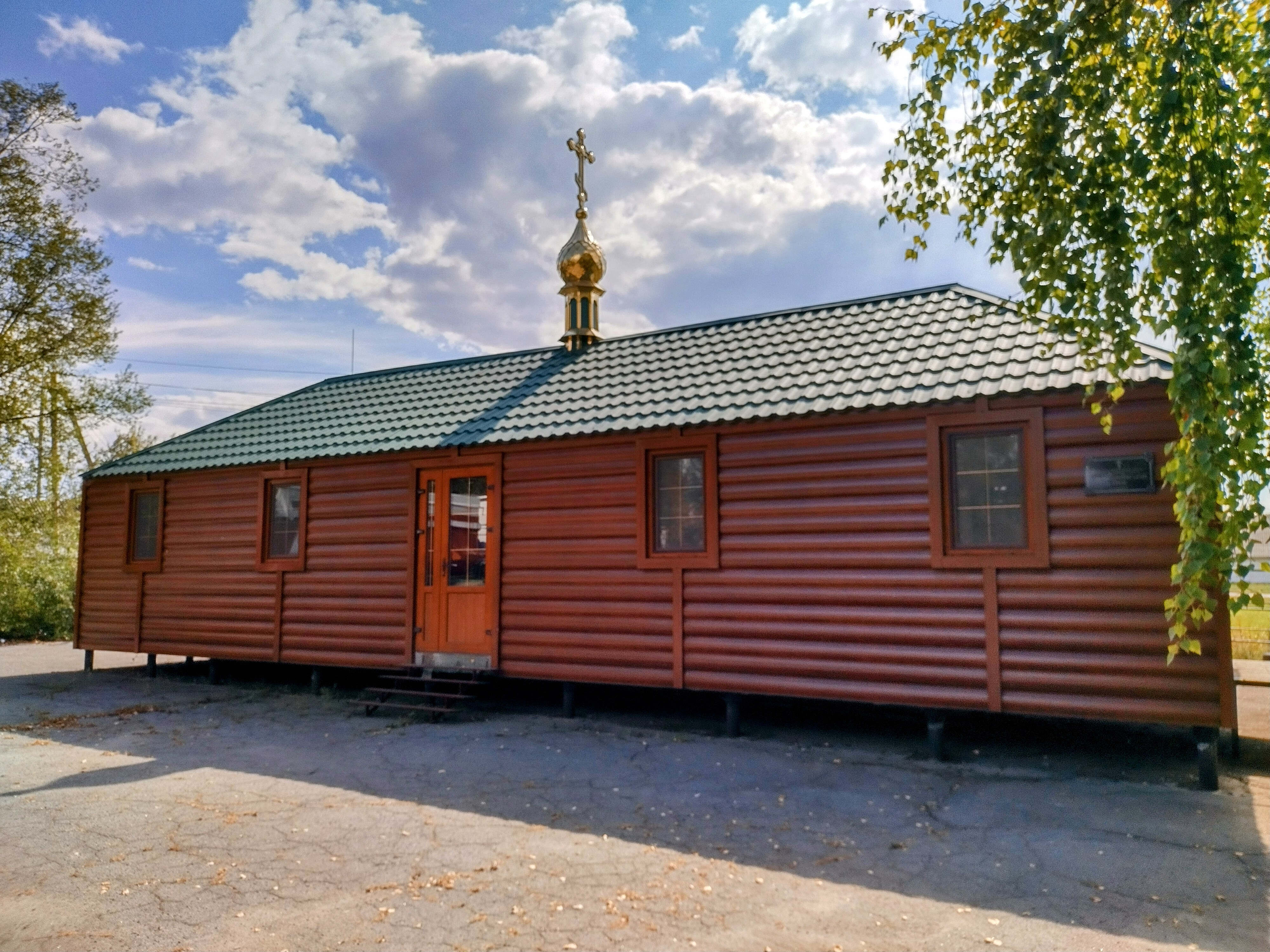
Свято-Сергіївський храм

Пам'ятники та пам'ятні знаки
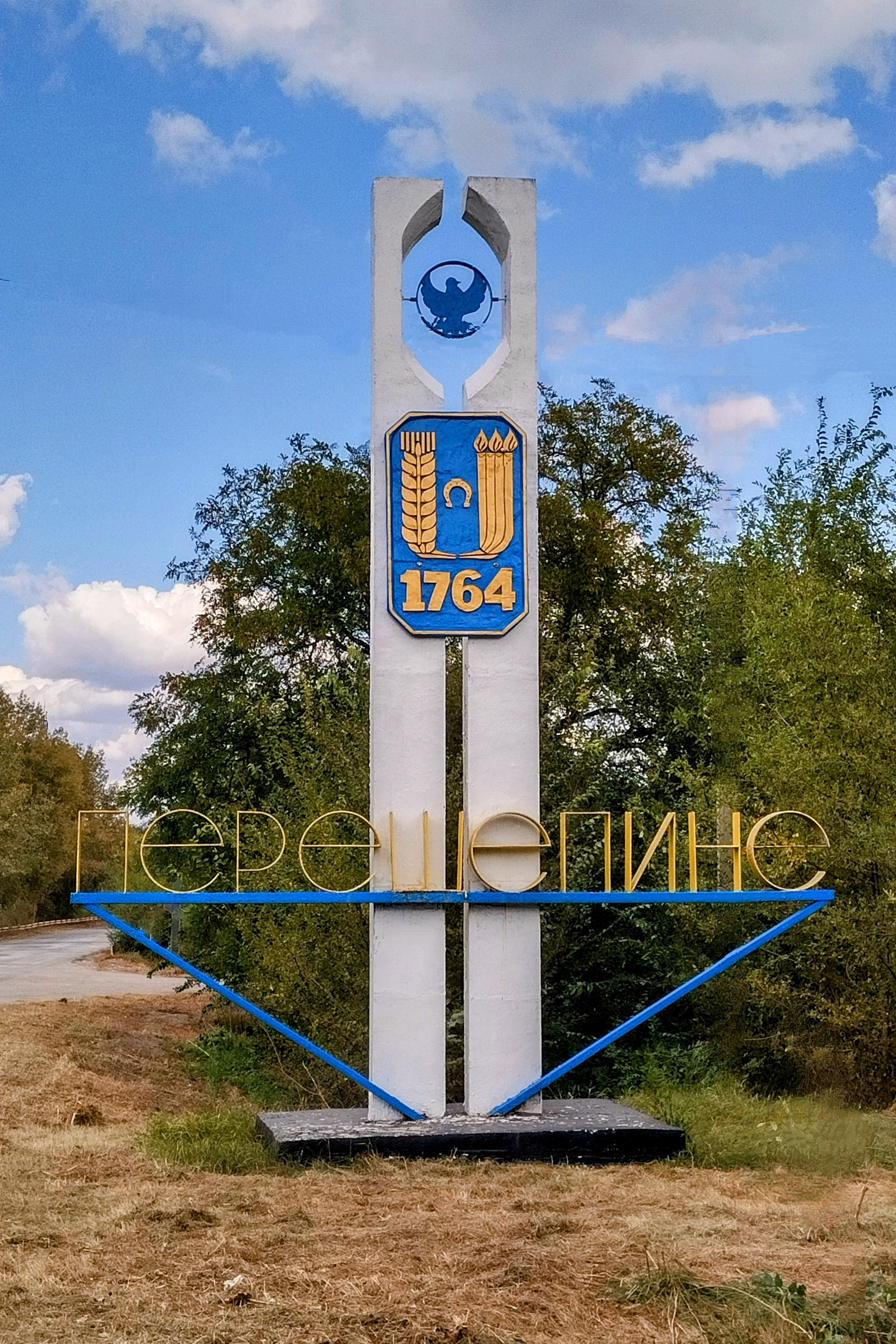
Стела при в'їзді в місто
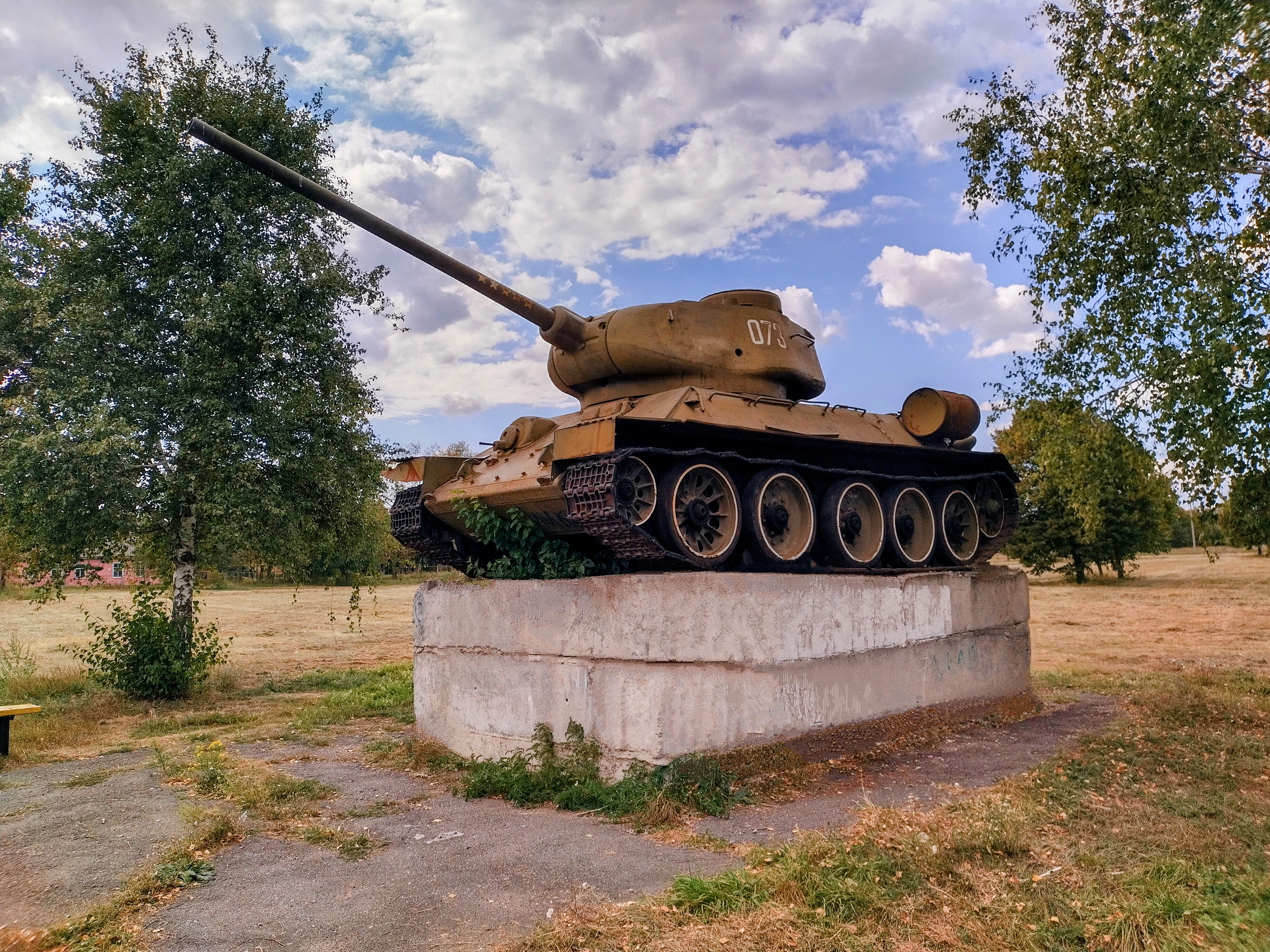
Пам'ятник "Танк Т-34-85"
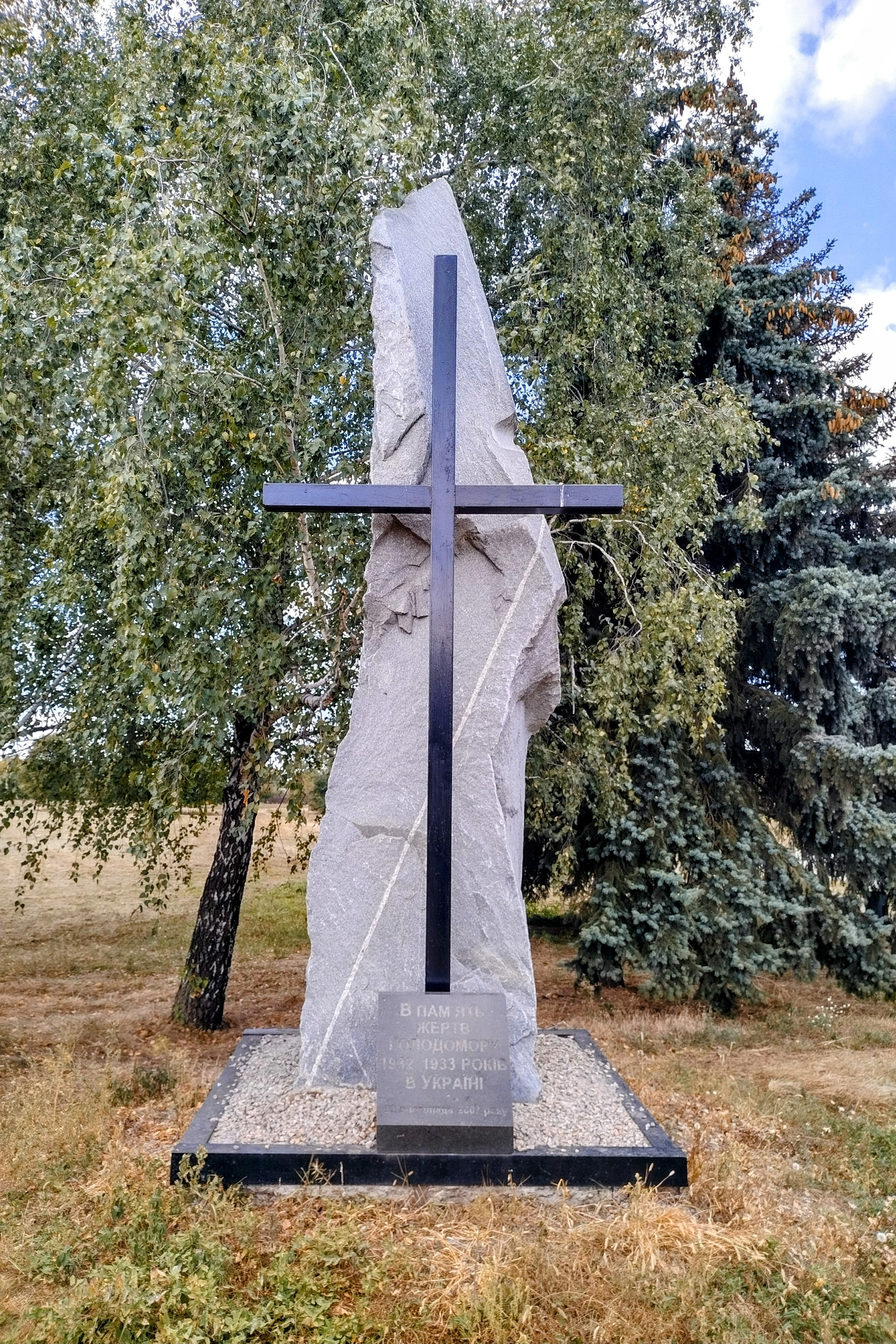
Пам'ятник жертвам Голодомору
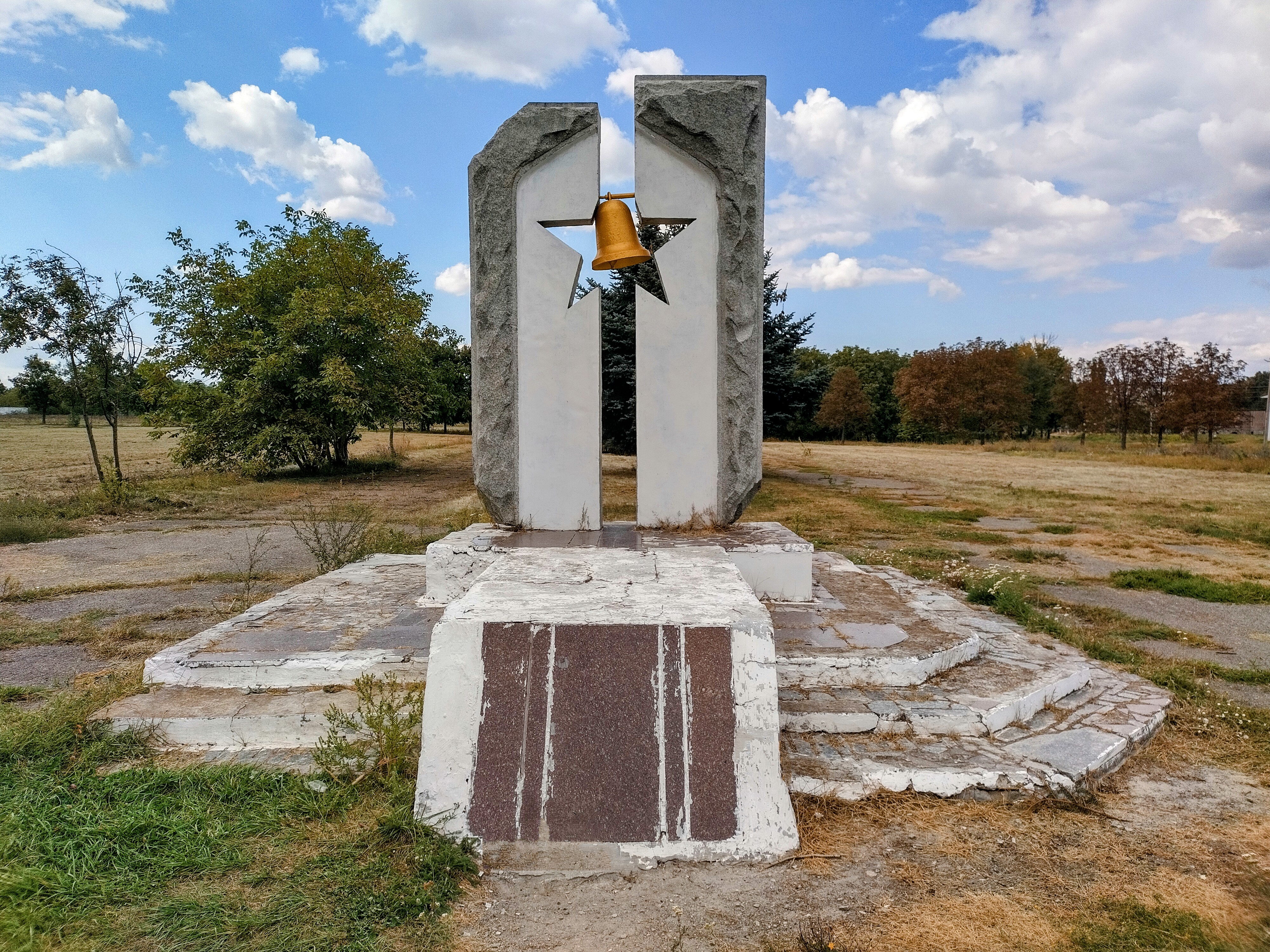
Пам'ятник жертвам Чорнобиля
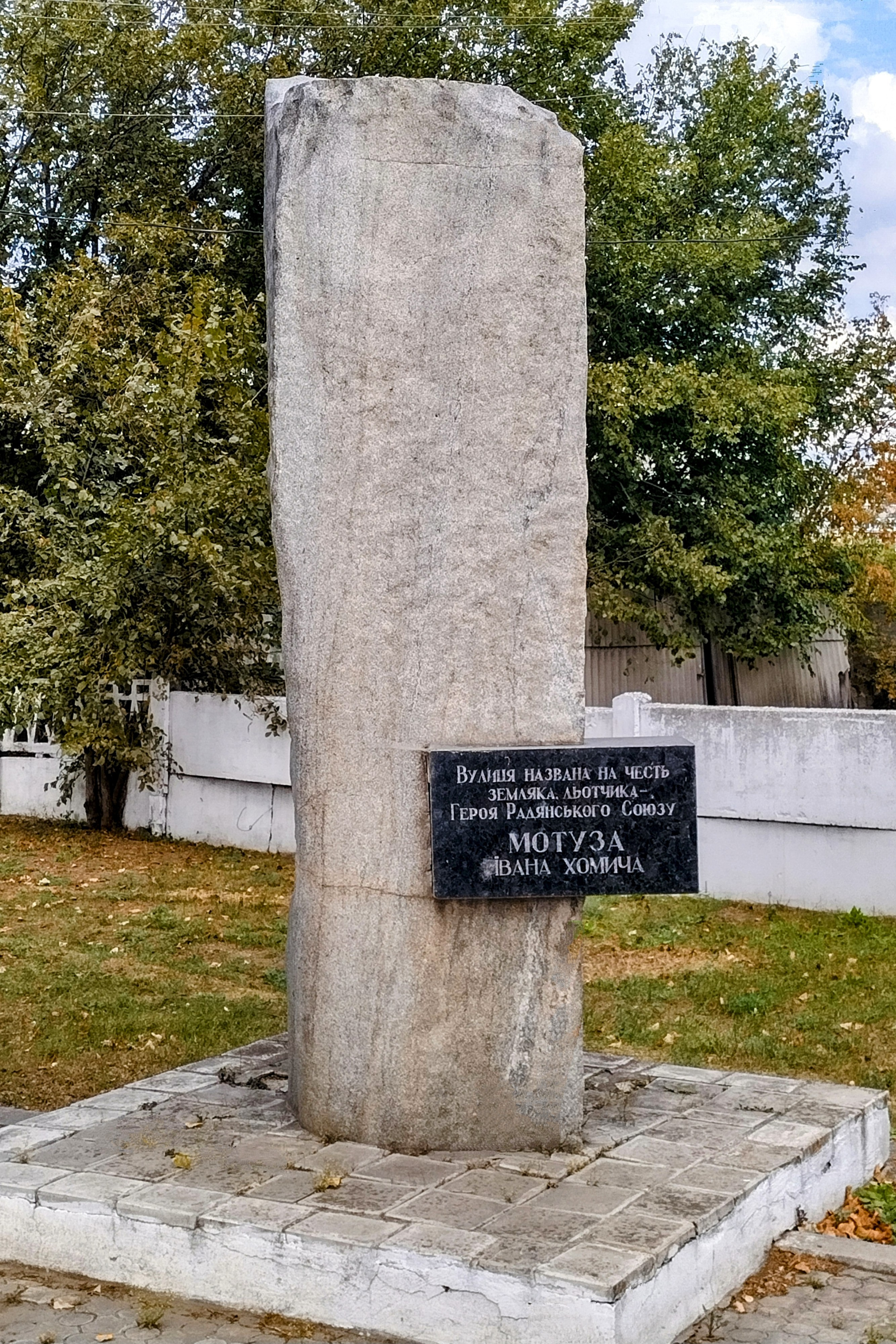
Пам'ятний знак на честь Івана Мотуза
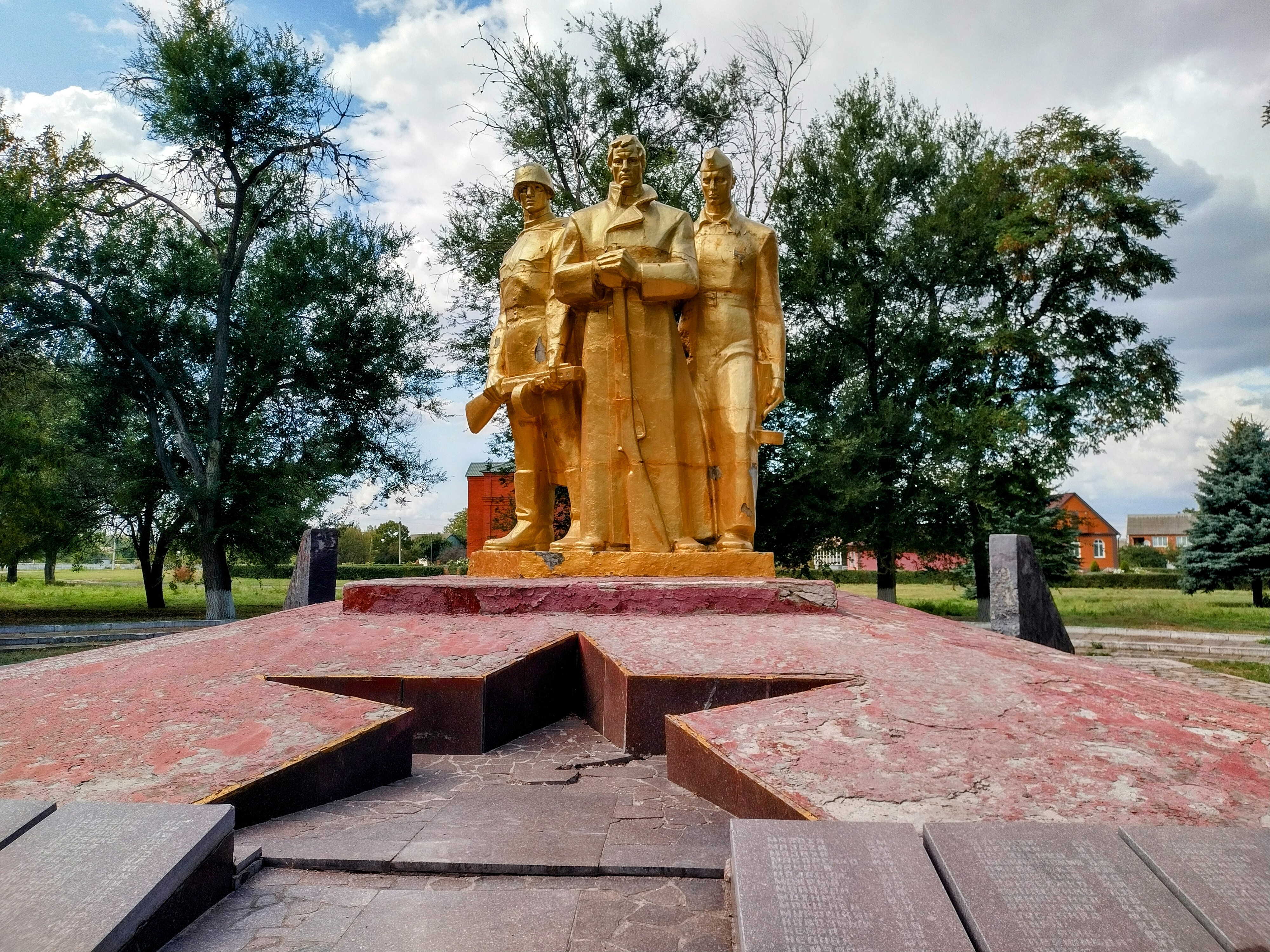
Військовий меморіал
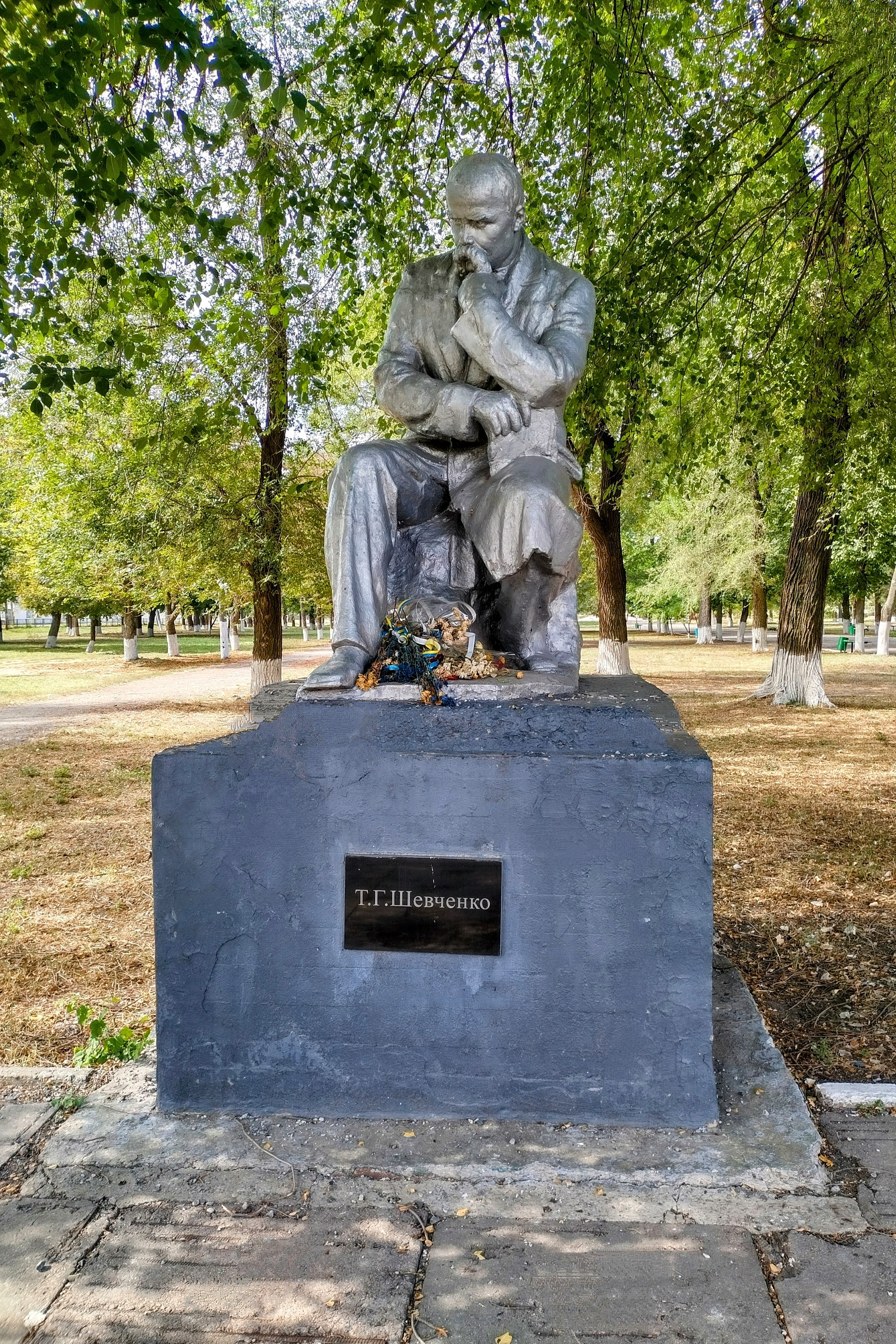
Пам'ятник Тарасові Шевченку
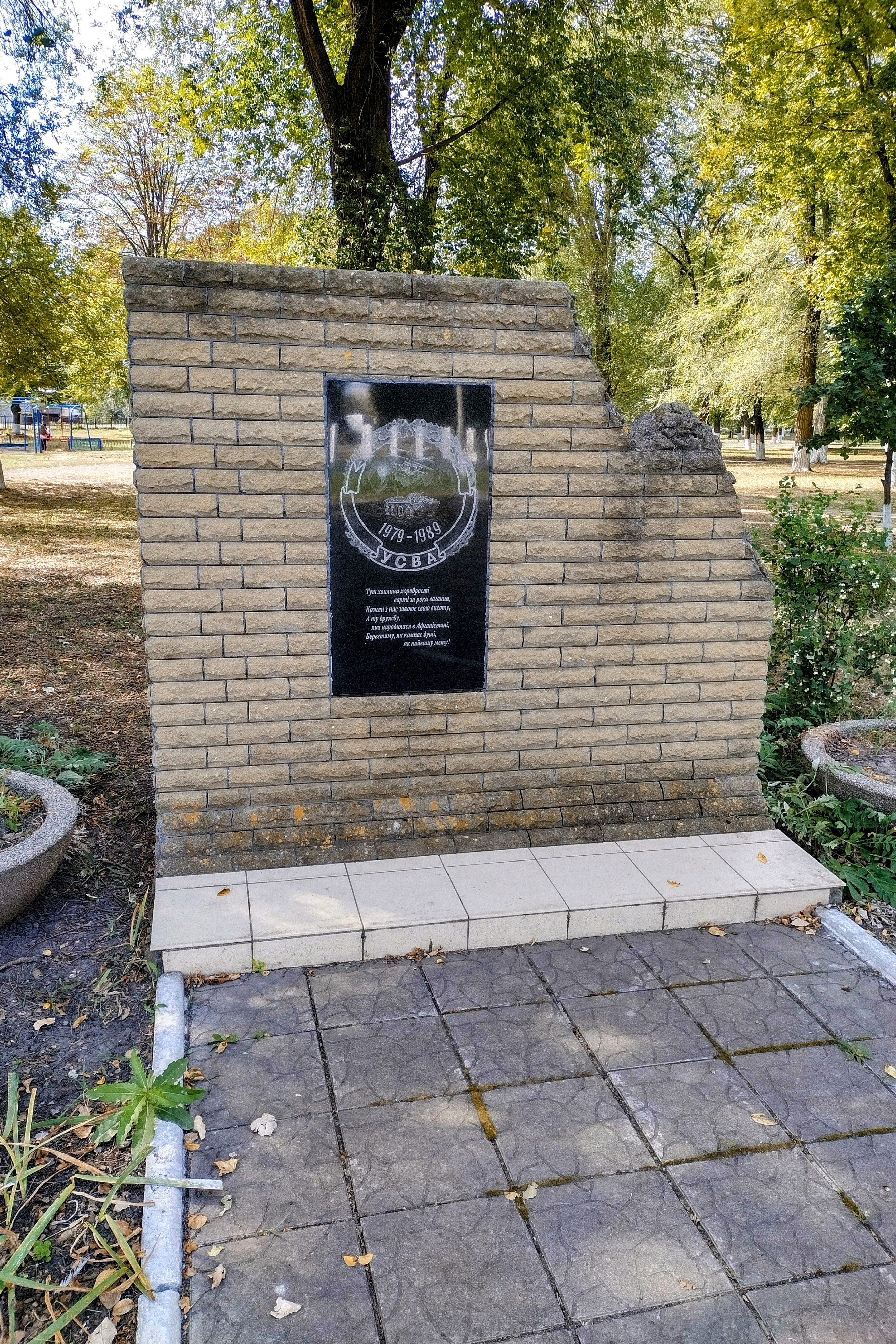
Пам'ятний знак воїнам-афганцям
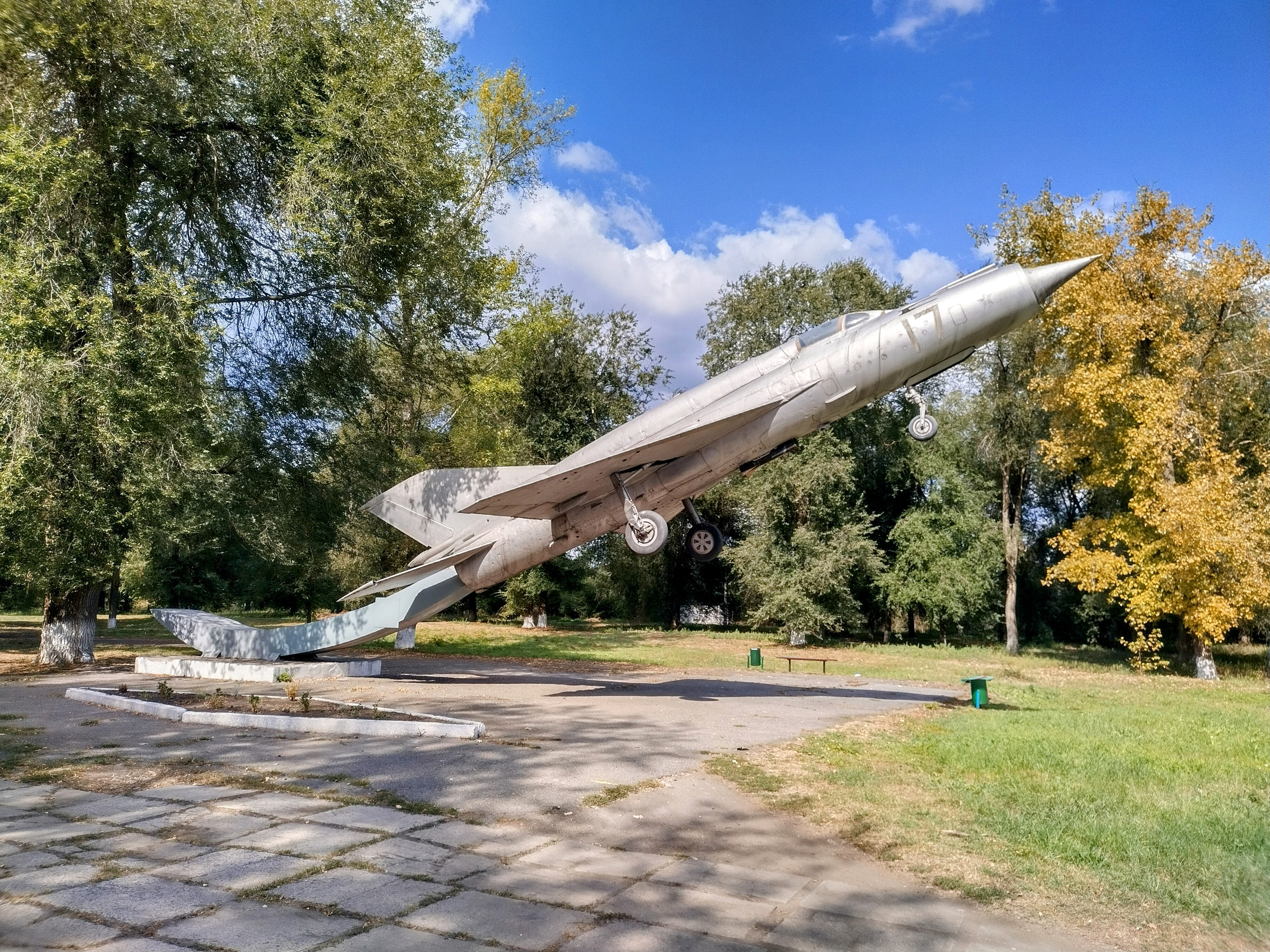
Пам'ятник "Літак МіГ-21"
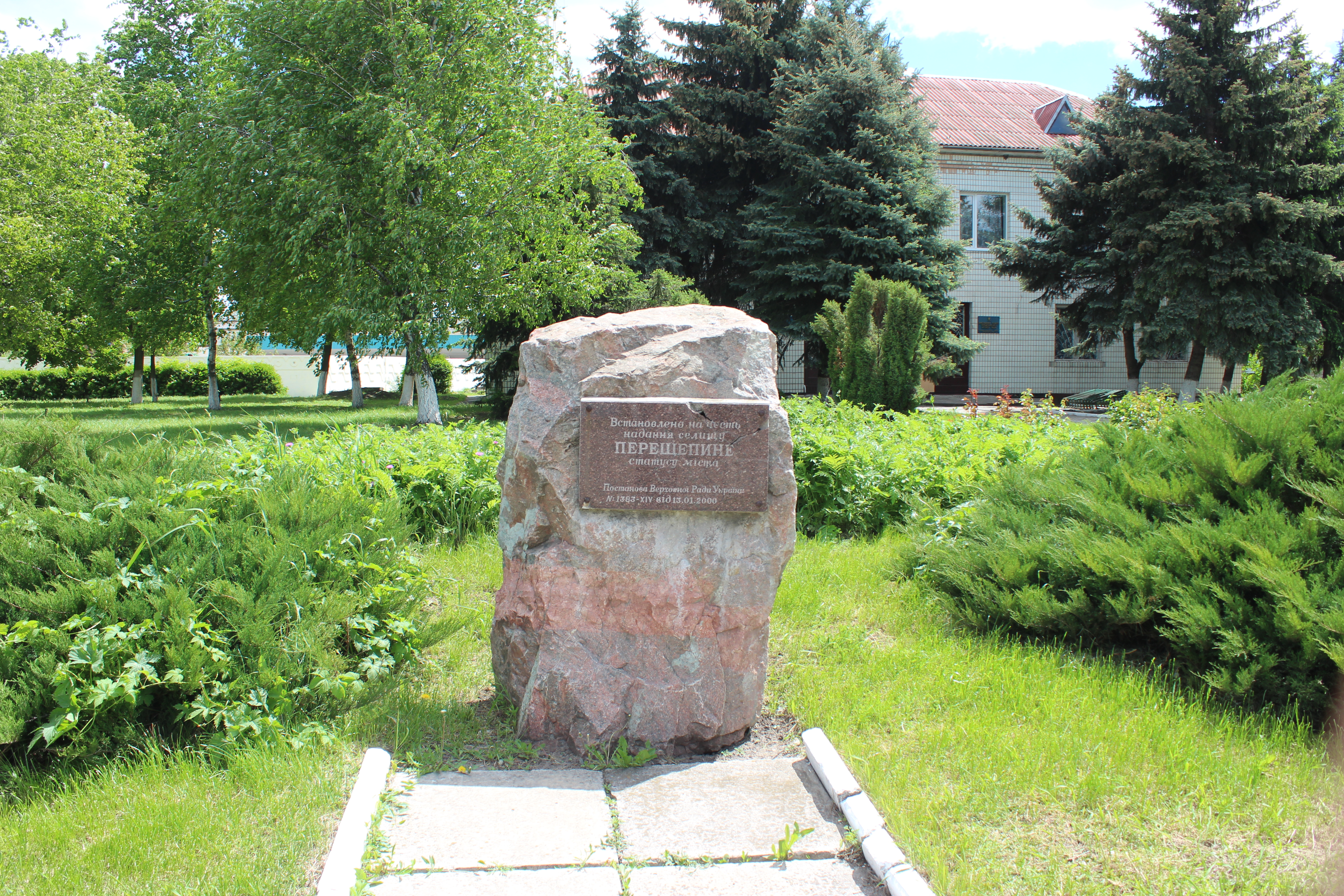
Пам'ятний знак на честь надання селищу Перещепине статусу міста

## Постаті
- Акбашев Руслан В'ячеславович (нар. 1991) — український військовик, учасник російсько-української війни.
- Вакулік Віктор Григорович (1953—2012) — радянський і український астроном.
- Гаврилова Лідія Володимирівна (* 1968) — Голова Державної аудиторської служби України.
- Куденьчук Іван Миколайович (1983—2014) — сержант Збройних сил України, учасник російсько-української війни, загинув у боях за Іловайськ.
- Конощенко Володимир Федорович — український хоровий диригент, композитор, педагог, музично-громадський діяч.
- Мотуз Іван Хомич (1918—1979) — полковник РА, Герой Радянського Союзу.
- Томас Стівенс (1854-1935) — американський мандрівник, відвідав Перещепине 1890 року, про що написав у книзі «Через Росію на мустанзі» (англ. Through Russia on a Mustang).[7]